# Disillusion
Disillusion är ett progressive death metal-band från Leipzig (Tyskland) som varit aktivt sedan 1994. Bandets sångare, gitarrist och keyboardist Vurtox (Andy Schmidt) är idag den enda medlemmen som varit med från början. Bandet har idag släppt fyra studioalbum, en EP, tre demoinspelningar och ett antal singlar. 

## Medlemmar

### Nuvarande
- Vurtox (Andy Schmidt): sång, gitarr och keyboard (1994–)
- Ben Haugg: gitarr (2016–)
- Martin Schulz: trummor (2019–)
- Robby Kranz: bas och sång (2020–)

### Tidigare medlemmar
- Tobias Spier: gitarr och sång (1994–1997)
- Alex Motz: trummor (1994–1997)
- Clemens: trummor (2007)
- Markus Espenhain: bas (1994–1996)
- Jan Stölzel: keyboard (1994–1997)
- Jörg Heinze: gitarr (2000)
- Ralf Willis: bas (2005)
- Shya Hely: bakgrundsång (2005)
- Alex Sasch Tscholakov: trummor (1997–2000, 2007–2008)
- Alla Fedynitch: bas (sólo en directo, 2007–2008)
- Rajk Barthel: gitarr (1999–2009)
- Matthias Becker: bas (2008–2015)
- Djon: bas (2015)
- Jens Maluschka: trummor (2000–2007, 2008−2018)
- Felix Tilemann: bas (2018–?)
- Joshua Saldanha: trummor (2018–?)
- Sebastian Hupfer: gitarr (2010–2022)

## Diskografi

### Demo
- Rehearsal (1995)
- Subspace Insanity (1996)
- Red (1997)

### EP
- Three Neuron Kings (2001)

### Studioalbum
- Back to Times of Splendor (2004)
- Gloria (2006)
- The Liberation (2019)
- Ayam (2022)

### Singlar
- The Porter (2002)
- Alea (2016)
- Between (2020)
- Am Abgrund (2022)